# Juan Soriano
Pour les articles homonymes, voir Soriano (homonymie).

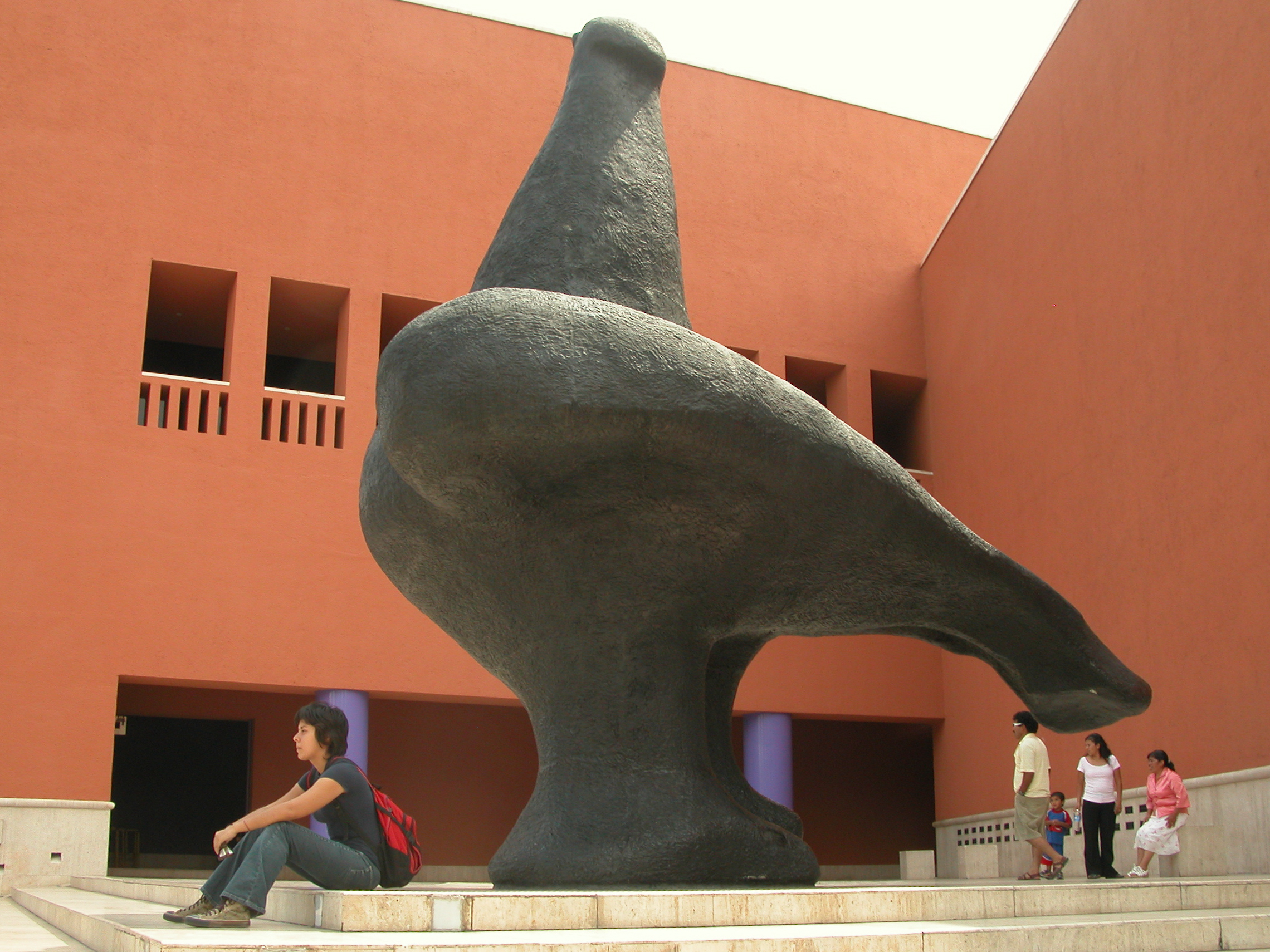
La colombe.

Juan Soriano (né le 18 août 1920 à Guadalajara, mort le 10 février 2006 à Mexico) était un sculpteur et un peintre mexicain.
Il était considéré comme l'un des derniers représentants de la nouvelle vague culturelle mexicaine et avait connu une reconnaissance internationale à partir des années 1980.

## Biographie
Il a montré de très jeune âge un certain talent artistique et l'art a toujours été son obsession. Et il préférait être seul à dessiner que de jouer au pistolet avec les autres gamins.
Plus tard, Soriano déménagea dans la capitale mexicaine, où dans les années 1930 il fut membre de la ligue des écrivains et des artistes révolutionnaires (« la Liga de Escritores y Artistas Revolucionarios ») (LEAR), qui s'est opposé au nazisme et au fascisme en Europe et contre l'ingérence des États-Unis en Amérique latine et particulièrement en Amérique centrale.
Soriano avait établi un véritable pont culturel entre son pays, le Mexique et l'Europe. Il voyagea en Italie dans les années 1950 où il reçut l'inspiration des classiques. Depuis 1972, il vivait souvent en France, où il reçut les insignes d'officier de la légion d'honneur en avril 2005 : « La France a fait de moi ce que je suis. Elle m'a donné une merveilleuse vision du monde. Elle m'a donné l'envie d'étudier un grand nombre des tableaux qui m'ont fait penser à la vie, à la mort et à la destinée si particulière de l'homme. (...) Se promener dans les rues de Paris c'est comme parcourir un musée imaginaire et historique.  »
En juin 2005, il a reçu le prix Velázquez, prestigieuse récompense espagnole pour les arts plastiques.

## Son œuvre
C'est un artiste qui évolua du figuratif à l'abstrait et avec un goût pour l'autoportrait et le portrait. Ses racines sont sources d'inspiration dans l'art populaire du Mexique mais il est attiré par les mouvements avant-gardistes. De fait, son œuvre a rencontré tous les courants artistiques du XXe siècle.
Son goût pour la peinture a cédé peu à peu à un intérêt pour la gravure — il était très connu pour ses dessins de costumes de théâtre et de bijoux — et la sculpture — au début dans des terres cuites et de la céramique et ensuite dans les bronzes et œuvres massives.